# DEAR ALGERNON
「DEAR ALGERNON」（ディア・アルジャーノン）は氷室京介の2枚目のシングル。

## 背景
1stアルバム『FLOWERS for ALGERNON』からのリカット・シングル。

## リリース
1988年10月7日に東芝EMIのEASTWORLDレーベルより7インチレコード、8センチCD、コンパクトカセットの3形態でリリースされた。
7インチレコードは、A面が45回転、B面が33回転となっている。
カップリング曲は、1988年の夏頃に行われた（ソロデビュー）ライブ・ツアー『KING OF ROCK SHOW “DON'T KNOCK THE ROCK”』よりライブトラック2曲が収録されている。

## 収録曲
1. DEAR ALGERNON (3:48)
作詞・作曲：氷室京介　編曲：吉田建・氷室京介
MVは、全編モノクロ映像となっており、ギターを手に歌う氷室や、車をメンテナンスしている氷室の映像で構成されている。この映像は限定ビデオ『Birth of Lovers』（1990年）、ビデオクリップ集『CAPTURED CLIPS』（1993年）に収録。
ライブでは氷室本人がアコースティック・ギターを持ちながら弾き語りで演奏している。スタジオ録音盤では1番目のサビのところでバックバンドの演奏が始まるが、ライブでは1番目のサビまでギター1本で引き語り、2番目のサビのところでバックバンドの演奏が入るようになっている。
2. SUFFRAGETTE CITY 〜KING OF ROCK SHOW“DON'T KNOCK THE ROCK”LIVE VERSION (3:33)
作詞・作曲：デヴィッド・ボウイ　編曲：吉田建
デヴィッド・ボウイの同名曲のカバー。
3. たどりついたらいつも雨ふり 〜KING OF ROCK SHOW“DON'T KNOCK THE ROCK”LIVE VERSION (4:40)
作詞・作曲：吉田拓郎　編曲：吉田建
氷室が物心ついて最初に自分で聴き始めた吉田拓郎の同名曲のカバー[1]。ライブビデオ『KING OF ROCK SHOW of 88'S-89'S TURNING PROCESS』（1989年）収録のものと同じ音源が使われている。氷室自身「我ながら、俺が歌う『たどりついたらいつも雨ふり』もすごく曲に合っていて最高の出来栄え」と話している[1]。

## 収録アルバム
DEAR ALGERNON
- FLOWERS for ALGERNON
- SINGLES
- Case of HIMURO
- 20th Anniversary ALL SINGLES COMPLETE BEST JUST MOVIN' ON 〜ALL THE-S-HIT〜
- KYOSUKE HIMURO 25th Anniversary BEST ALBUM GREATEST ANTHOLOGY
- L'EPILOGUE

## ライブ映像作品
DEAR ALGERNON
- KING OF ROCK SHOW of 88'S-89'S TURNING PROCESS
- NEO FASCIO TURNING POINT
- Birth of Lovers
- CASE OF HIMURO 15th Anniversary Special LIVE
- 20th ANNIVERSARY TOUR 2008 JUST MOVIN' ON -MORAL〜PRESENT-
- 20th Anniversary TOUR 2008 JUST MOVIN' ON -MORAL〜PRESENT- Special Live at the BUDOKAN
- KYOSUKE HIMURO 25th Anniversary TOUR GREATEST ANTHOLOGY -NAKED-FINAL DESTINATION DAY-01
- KYOSUKE HIMURO 25th Anniversary TOUR GREATEST ANTHOLOGY -NAKED-FINAL DESTINATION DAY-02

たどりついたらいつも雨ふり
- KING OF ROCK SHOW of 88'S-89'S TURNING PROCESS
- KYOSUKE HIMURO COUNTDOWN LIVE CROSSOVER 05-06 1st STAGE/2nd STAGE
- KYOSUKE HIMURO 25th Anniversary TOUR GREATEST ANTHOLOGY -NAKED-FINAL DESTINATION DAY-02

## スタッフ・クレジット

### 参加ミュージシャン
- 村上“ポンタ”秀一 - ドラムス
- 吉田建 - ベース
- 西平彰 - キーボード
- 下山淳 - ギター
- 佐橋佳幸 - ギター
- 本多俊之 - ソプラノ・サックス
- ヤヒロトモヒロ - パーカッション

### スタッフ
- 吉田建 - プロデューサー
- 氷室京介 - プロデューサー